# 상서
상서(尙書)는 진한대에 설립된 중국의 관료직이다. 그 중요성은 한대에 절정에 이르렀고 수당대부터 육부의 장관직이 되었다.
고려시대 한반도에서도 상서성의 정3품 관직으로서 육부의 장관을 담당하였다.

## 같이 보기
- 상서령